# Noord-Amerikaanse zwarte scholekster
De Noord-Amerikaanse zwarte scholekster (Haematopus bachmani) is een vogel uit de familie van scholeksters (Haematopodidae). Deze vogel is genoemd naar de Amerikaanse dominee en natuuronderzoeker John Bachman (1790-1874).

## Verspreiding en leefgebied
Deze soort komt voor aan de Noord-Amerikaanse westkust.

## Status
De Noord-Amerikaanse zwarte scholekster komt niet als aparte soort voor op de lijst van het IUCN, maar is daar een ondersoort van de Zuid-Amerikaanse zwarte scholekster (Haematopus ater bachmani).